# Vi som ser i mørket
Vi som ser i mørket er et album med Siri Nilsen, udgivet i 2009. Dette er hendes første plade som soloartist.

## Sporliste
1. Huset
2. Åpen bok
3. The Song With No Name
4. Herregud
5. Å mor
6. Iron Sky
7. «Vær her nå»
8. Ears Pierced
9. Alt som er ingenting
10. De vil forstå
11. Lucias sang